# Epeus exdomus
Epeus exdomus är en spindelart som beskrevs av Jastrzebski 20. Epeus exdomus ingår i släktet Epeus och familjen hoppspindlar. Inga underarter finns listade i Catalogue of Life.